# Pondo poweri
Pondo poweri is een pissebed uit de familie Porcellionidae. De wetenschappelijke naam van de soort is voor het eerst geldig gepubliceerd in 1937 door Thomas Theodore Barnard.